# Nová židovská škola
Jako Nová židovská škola je někdy označována synagoga, která stávala v dnešní ulici „V Jámě“ na Novém Městě v Praze. 
Byla vystavěna snad roku 1482 v gotickém slohu a se zánikem tamní osady se jí přestává užívat. K tomu došlo někdy na počátku 16. století.